# Henry Carton de Wiart
O conde Henri Carton de Wiart (Bruxelas, 31 de janeiro de 1869 — id., 6 de maio de 1951) foi um político belga. Ocupou o lugar de primeiro-ministro da Bélgica (ou ministro-presidente) de 20 de novembro de 1920 a 16 de dezembro de 1921.
Deputado católico em 1896, ministro da Justiça de 1911 a 1918, seguiu as diretrizes das encíclicas sociais de Leão XIII; membro ativo da "jovem direita", ele ajudou no desenvolvimento dos sindicatos cristãos. Foi também ministro do Trabalho (1932-1934).